# Skalpel

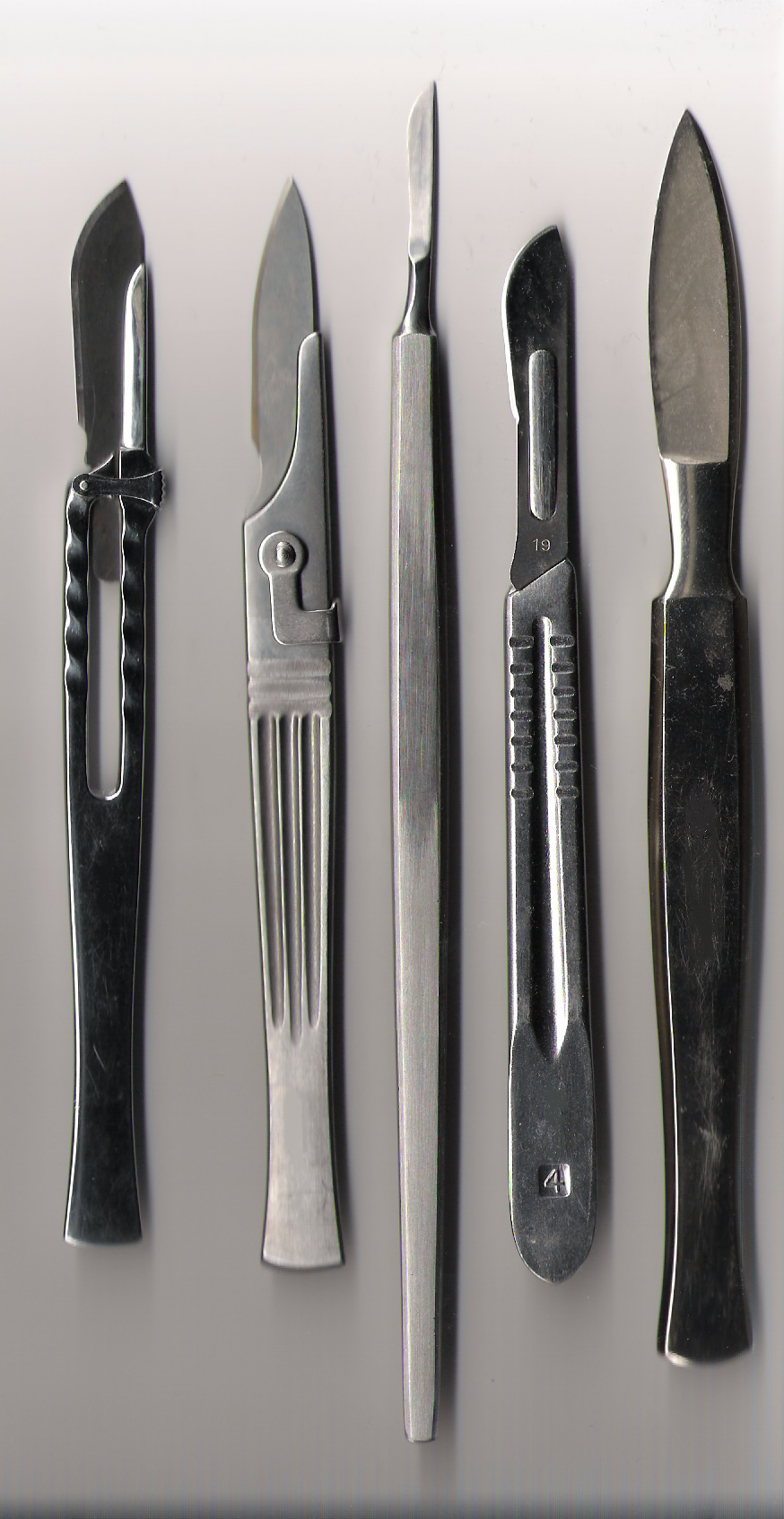
Różne typy skalpeli

Skalpel – mały, bardzo ostry nożyk, pierwotnie chirurgiczny, o jednostronnym ostrzu precyzyjnie wyszlifowanym, często wykonany z węgliku tytanu (TiC) (ze względu na jego twardość). Jest używany w chirurgii do cięcia tkanek miękkich, ale i wszędzie tam, gdzie jego cechy mogą być szczególnie przydatne, na przykład w modelarstwie czy poligrafii.

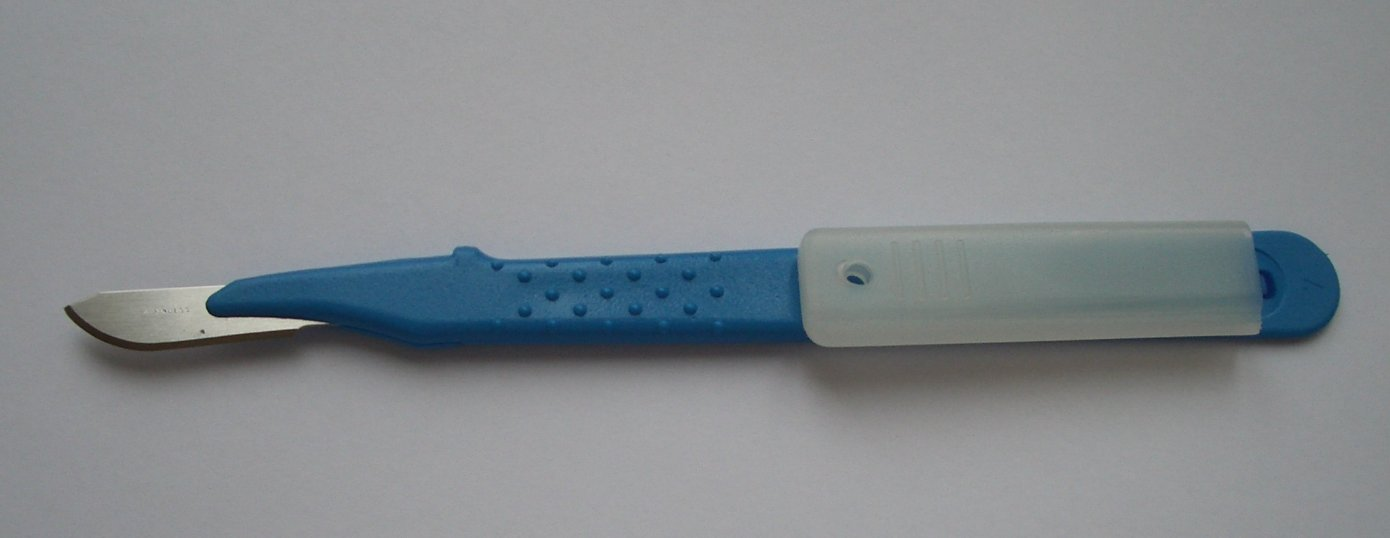
Skalpel jednorazowego użytku nr 10, ze stałą klingą

Większość obecnie używanych skalpeli posiada wymienne, jednorazowe ostrza, osadzane w metalowej rękojeści, która jest używana wielokrotnie, lub są to jednorazowe narzędzia z metalowym ostrzem osadzonym w plastikowej rączce. Ostrze jest również od czasu do czasu wymieniane w trakcie operacji, gdyż może się stępić już po kilku cięciach, a dalsze używanie uszkodzić przecinaną tkankę. Szczególną ostrożność należy zachować podczas wymiany ostrzy. Około 7–8% zakłuć czy ran ciętych u personelu medycznego spowodowanych jest ostrzami skalpeli.